# Waterloo (Sierra Leone)
Pour les articles homonymes, voir Waterloo (homonymie).
Waterloo est une ville située dans la zone de l'Ouest, en Sierra Leone.

## Source
- (en) Cet article est partiellement ou en totalité issu de l’article de Wikipédia en anglais intitulé « Waterloo, Sierra Leone » (voir la liste des auteurs).